# Matt Cetlinski
Matthew J. (Matt) Cetlinski (4 oktober 1964) is een Amerikaans zwemmer.

## Biografie
Cetlinski won tijdens de Olympische Zomerspelen 1988  goud op de 4x200m vrije slag in een wereldrecord. Op de 400m en 1500m vrije slag.

## Internationale toernooien
| Jaar | Olympische Spelen                                            | WK                                      | P-AS            |
| ---- | ------------------------------------------------------------ | --------------------------------------- | --------------- |
| 1983 |                                                              |                                         | 400m vrije slag |
| 1984 |                                                              |                                         |                 |
| 1985 |                                                              |                                         |                 |
| 1986 |                                                              | 4e 400m vrije slag 10e 1500m vrije slag |                 |
| 1987 |                                                              |                                         |                 |
| 1988 | 4e 400m vrije slag · 4e 1500m vrije slag · 4x200m vrije slag |                                         |                 |

1908: Derbyshire, Radmilovic, Foster, Taylor ·
1912: Healy, Champion, Boardman, Hardwick ·
1920: McGillivray, Kealoha, Ross, Kahanamoku ·
1924: O'Connor, Glancy, Breyer, Weissmuller ·
1928: Clapp, Laufer, Kojac, Weissmuller ·
1932: Miyazaki, Yusa, Yokoyama, Toyoda ·
1936: Yusa, Sugiura, Taguchi, Arai ·
1948: Ris, McLane, Wolf, Smith ·
1952: Moore, Woolsey, Konno, McLane ·
1956: O'Halloran, Devitt, Rose, Henricks ·
1960: Harrison, Blick, Troy, Farrell ·
1964: Clark, Saari, Ilman, Schollander ·
1968: Nelson, Rerych, Spitz, Schollander ·
1972: Kinsella, Tyler, Genter, Spitz ·
1976: Bruner, Furniss, Naber, Montgomery ·
1980: Kopljakov, Salnikov, Stoekolkin, Krylov ·
1984: Heath, Larson, Float, Hayes ·
1988: Dalbey, Cetlinski, Gjertsen, Biondi ·
1992: Lepikov, Pysjnenko, Tajanovitsj, Sadovy ·
1996: Davis, Hudepohl, Schumacher, Berube ·
2000: Thorpe, Klim, Pearson, Kirby ·
2004: Phelps, Lochte, Vanderkaay, Keller ·
2008: Phelps, Lochte, Berens, Vanderkaay ·
2012: Lochte, Dwyer, Berens, Phelps ·
2016: Dwyer, Haas, Lochte, Phelps ·
2020: Dean, Guy, Richards, Scott ·
2024: Guy, Dean, Richards, Scott